# 坐忘论
《坐忘论》是司马承祯撰写的一部道经。他以道教观点为基础，糅合儒家正心诚意和佛教止观、禅定等思想，提出了一套修炼方法。
他把得道分成7个层次：
1. 敬信
2. 断缘
3. 收心
4. 简事
5. 真观
6. 泰定
7. 得道

## 外部連結
- 中島隆藏：〈《坐忘論》的「安心」思想研究（页面存档备份，存于）〉。
- 《坐忘論》作者考（页面存档备份，存于）